# Lophoceros alboterminatus
Il buceretto codabianca (Lophoceros alboterminatus Büttikofer, 1889) è un uccello della famiglia dei Bucerotidi originario di gran parte dell'Africa sub-sahariana.

## Descrizione

### Dimensioni
Misura 50 cm di lunghezza, per un peso di 191-332 g nel maschio e di 180-249 g nella femmina.

### Aspetto
Questo bucero presenta parti superiori marrone scuro che contrastano con le parti inferiori bianche, fatta eccezione per il collo e la parte alta del petto che sono grigi. La testa marrone possiede un ciuffo ripiegato sulla nuca. Il maschio adulto ha un becco rosso-arancio scuro sormontato da un «casco» allungato della stessa tonalità. Alla sua base è distinguibile una linea gialla. Piume bianche decorano i lati della testa. L'iride è arancio. Le timoniere esterne presentano anch'esse l'estremità bianca. La femmina si distingue dal maschio per l'iride color giallo chiaro e il casco del becco meno sviluppato. I giovani possiedono numerose macchioline bianche sulle copritrici alari. Si differenziano dai loro genitori, tra le altre cose, per avere il becco giallo. Il buceretto codabianca si distingue dal buceretto di Bradfield per il piumaggio più scuro, il becco di un rosso più vivo e il casco più voluminoso.

## Biologia
Nelle foreste di alberi sempreverdi, il bucero codabianca adotta un comportamento sedentario, ma, nelle foreste di latifoglie o durante la stagione secca, forma delle bande che possono raggiungere anche 80 esemplari che si avventurano a grande distanza dal loro luogo abituale di nidificazione. Questi movimenti altitudinali o locali sono regolari in alcune regioni dell'Africa orientale, mentre sono più imprevedibili e irregolari in quella meridionale. Il buceretto codabianca cerca principalmente il cibo tra il fogliame della canopia, strappando gli insetti che vi sono posati, ma può anche inseguirli in volo. Questo taxon forma una superspecie con il buceretto di Bradfield e il buceretto bianco e nero ed è strettamente imparentato anche con il buceretto di Hemprich: presenta infatti lo stesso richiamo ed esegue gli stessi rituali di parata di queste tre specie.

### Alimentazione
Il buceretto codabianca è onnivoro. La sua dieta consiste principalmente di artropodi e frutti: questi ultimi vengono ingeriti soprattutto durante la stagione secca. Cattura anche chiocciole, piccoli pulcini, lucertole e talpe dorate (Chrysochloris). Il bucero codabianca mangia anche una grande varietà di insetti, tra i quali specie piuttosto sgradevoli come le cavallette o i bruchi pelosi. Consuma almeno venti tipi di frutta, tra cui quelli della palma da olio (Elaeis guineensis), le arachidi e le banane. Mangia anche il mais. La componente animale del menu costituisce circa il 65% del totale; il restante (il 35%) è costituito da vegetali.

### Riproduzione
In Africa centrale e meridionale, il buceretto codabianca nidifica da ottobre a gennaio, ovvero all'inizio della stagione delle piogge. In Africa orientale, la stagione della riproduzione è meno marcata e la nidificazione ha luogo da febbraio a luglio e da settembre a novembre. Le coppie adottano un comportamento territoriale. Il nido è posto nella cavità naturale di un tronco o di un grosso ramo, ad un'altezza compresa tra 1,5 e 12 metri. Il maschio è responsabile della raccolta dei materiali, molto spesso pezzi di corteccia. La femmina si chiude all'interno dell'orifizio che sigilla con del fango o con i suoi escrementi. Dopo un periodo di attesa di una o due settimane, inizia a deporre da 3 a 5 uova, che cova per circa 25-27 giorni. L'incubazione inizia non appena viene deposto il primo uovo e le nascite sono scaglionate su un periodo di due-quattro giorni. I pulcini nascono nudi e hanno la pelle interamente rosa. Durante l'incubazione, la femmina muta sia le remiganti che le timoniere, ma emerge dalla cavità 25-30 giorni dopo la schiusa per aiutare il maschio ad alimentare la nidiata. I giovani si involano solo dopo 46-55 giorni. Alcuni rimangono nel gruppo familiare fino all'inizio della stagione successiva.

## Distribuzione e habitat
Il buceretto codabianca frequenta vari tipi di habitat forestali: foreste di montagna, foreste costiere o zone boschive situate lungo i corsi d'acqua. È presente anche nei boschetti fitti di grandi alberi o nelle foreste in corso di rigenerazione. Talvolta, penetra nei giardini delle aree urbanizzate. Il buceretto codabianca si incontra principalmente al di sotto dell'Equatore, in Africa centrale, orientale e meridionale. Il suo areale comprende l'Etiopia sud-occidentale, la Repubblica Democratica del Congo nord-orientale, l'Uganda nord-occidentale e una fascia di territorio che dal Kenya centrale e dalla Somalia meridionale si spinge a sud fino all'Angola (fino a Cabinda a nord), all'estremità nord-orientale della Namibia (Dito di Caprivi), allo Zimbabwe, al Mozambico e al Sudafrica orientale (fino al Capo Orientale). Stranamente, pur occupando un areale così esteso, è una specie monotipica.

## Conservazione
Non è una specie minacciata, anzi, è anche piuttosto diffuso o comune, ma le densità di popolazione variano considerevolmente. La sua importante capacità di spostarsi durante i periodi di carestia gli consente di occupare territori marginali e di sopravvivere in condizioni talvolta difficili. A volte entra anche nei giardini delle aree urbane, se necessario. Laddove la foresta ha subito un considerevole degrado, come in Somalia, il numero di esemplari è inferiore.